# Галіца
Галіца (рум. Galița) — село у повіті Констанца в Румунії. Входить до складу комуни Остров.
Село розташоване на відстані 117 км на схід від Бухареста, 91 км на захід від Констанци.

## Населення
За даними перепису населення 2002 року у селі проживали 722 особи, усі — румуни. Усі жителі села рідною мовою назвали румунську.